# Eratosthenes-Tiefseeberg
Der Eratosthenes-Tiefseeberg ist ein Tiefseeberg im östlichen Mittelmeer etwa 100 km südlich des westlichen Zyperns. Es handelt sich um ein großes, unterseeisches Massiv mit einer Ausdehnung von ca. 120 km mal 80 km. Er dürfte das Fragment einer Kontinentalplatte sein. Sein Gipfel liegt in einer Tiefe von 690 m. Der Berg erhebt sich 2000 m über den umgebenden Meeresboden, der in 2700 m Tiefe liegt und zur Eratosthenes-Tiefsee-Ebene gehört. Der Berg ist eine der größten Geländeformen des östlichen Mittelmeeres. Er ist aufgenommen im Programm des Global Census of Marine Life on Seamounts (CenSeam).